# Incahuasi (Salta)

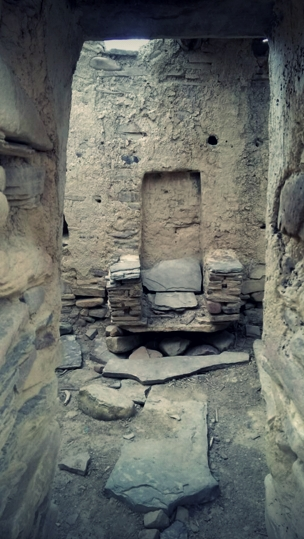
La Silla del Inca.

Incahuasi o Inca Huasi (del quechua: Inka Wasi "Casa del Inca"), es un sitio arqueológico de la cultura Tastila también llamado "Silla del Inca" ubicado dentro del departamento de Rosario de Lerma, a poca distancia de Tastil en la Provincia de Salta, Argentina.
Se trata de un antiguo pucara hoy en ruinas.

## Historia
En 1916 Atilio Cornejo realizó excavaciones en la zona, realizando una investigación del sitio. Este investigador realizó detalladas descripciones arquitectónicas y constructivas del recinto donde se encuentra la "Silla del Inca", publicando por primera vez una fotografía del recinto llamado "casa de Inca". 
Este sitio integra la red vial prehispánica de la región relacionándolo con el altiplano, los Valles Calchaquíes, el Valle de Lerma y el sitio arqueológico de Tastil.
Atilio Cornejo mencionó la presencia de cerámica de estilo peruano, describiendo la "garita" o puesto de observación ubicada en las lomadas occidentales del sitio y reuniendo los antecedentes históricos y arqueológicos existentes hasta el momento. 
Finalmente, existió un aporte del ingeniero Víctor Arias, quien en 1925 también estudió las ruinas de Incahuasi pero, como el resto de los antecedentes de estudios realizados en la zona, tampoco genera un plano o un nuevo aporte descriptivo del sitio o sus inmediaciones; la visita al lugar se limitó a la recolección de piezas.